# 马哈茂德·吉卜里勒
马哈茂德·吉卜里勒 （阿拉伯语：‎，1952年5月28日—2020年4月5日), 是一位利比亚政治人物，曾任利比亚全国过渡委员会执行局主席（政府首脑，相当于总理）。吉卜里勒1975年获得开罗大学的经济和政治学学士，然后赴美国深造，在1980年和1985年分别获得匹兹堡大学政治学硕士和博士学位。他在匹兹堡大学任教数年后返回利比亚。曾任利比亚国家经济发展和规划委员会主席等职。
2011年利比亚内战爆发，他加入反对卡扎菲的阵营，担任利比亚全国过渡委员会执行局主席，负责外交事务。2011年10月3日他表示一旦利比亚全国获得解放他将辞职；10月23日正式辞职，之后由阿里·塔尔霍尼代理该职。10月31日阿卜杜勒·凯卜被选为新的执行局主席。此后他是2012年4月成立的自由主义政党联盟——全国力量联盟的领袖。2012年9月12日，在利比亚国民议会举行的新总理选举中，他在第二轮中以微弱劣势败给了穆斯塔法·阿布·沙古尔。2020年4月5日，他因感染2019冠狀病毒病在埃及開羅去世。